# Le Châble
Le Châble är huvudorten i kommunen Val de Bagnes i kantonen Valais, Schweiz.